# Yb:YAG-Laser
Ein Yb:YAG-Laser (sprich: Ytterbium-YAG-Laser) ist ein Festkörperlaser, der als aktives Medium einen Kristall mit Ytterbium dotierten Yttrium-Aluminium-Granat (YAG) verwendet und infrarote Strahlung mit der Wellenlänge 1030 nm emittiert. Da das untere Laserniveau nur knapp über dem Grundzustand ist, handelt es sich um einen sogenannten Quasi-3-Niveau-Laser, der meist als Scheibenlaser von einer Laserdiode bei 941 nm gepumpt eingesetzt wird. Ein weiterer Übergang existiert bei 515 nm.

## Eigenschaften
Das sehr nahe am Grundzustand liegende untere Laserniveau des Yb:YAG-Lasers führt dazu, dass dieses bei 100 °C bereits zu 7,6 % gesättigt ist. Durch die effiziente Anregung als Scheibenlaser und der ebenfalls nahe beieinander liegenden Anregungs- und Laserniveaus ist der Laserbetrieb dennoch sehr effizient möglich. Kommerzielle Yb:YAG-Laser sind heute mit kontinuierlichen Leistungen (cw) von mehr als 10 kW bei einem Gesamtwirkungsgrad von 25 % erhältlich. Im Gegensatz zu Nd:YAG-Lasern ist die Absorptionsbandbreite wesentlich größer, wodurch die Anforderungen an das Temperaturmanagement der Pump-Diodenlaser geringer werden. Die Wellenlänge der abgegebenen Strahlung ist dabei der des Nd:YAG-Laser mit 1064 nm sehr ähnlich. 
Die Strahlung eines solchen Festkörperlasers mit einer Wellenlänge von 1030 nm lässt sich im Gegensatz zu CO2-Lasern durch Glasfaserkabel leiten, was ihn gerade im industriellen Umfeld – beispielsweise für die Materialbearbeitung – attraktiv macht. Insbesondere der maximale optische Wirkungsgrad von etwa 89 % macht ihn zu einem vielversprechenden Forschungsgebiet.